# Пекин, Авраам Афанасьевич
Пекин Авраам (Аврам, Абрам) Афанасьевич (около 1749—1796) — офицер Российского императорского флота, участник Русско-турецкой войны (1768—1774), Первой Архипелагской экспедиции, русско-шведской войны (1768—1774), Красногорском сражении, Выборгском морском сражении. Георгиевский кавалер, капитан бригадирского ранга.

## Биография
Пекин Авраам Афанасьевич родился около 1749 года. Происходил из дворян Ярославской губернии. Сын подпоручика, внук стряпчего И. Пекина, который занимался провиантским обеспечением Азовского флота Петра I, в 1770 году был направлен из Москвы в Воронеж «сидеть у приказной водки» для флота.
9 апреля 1761 года Авраам Пекин из недорослей поступил кадетом в Морской шляхетный кадетский корпус, учился в 3-м классе, в арифметике. 30 апреля 1765 года произведён в гардемарины. С 1765 года ежегодно проходил корабельную практику в Балтийском море, находился в морских кампаниях на различных судах Балтийского флота. 30 апреля 1768 года, после окончания Морского кадетского корпуса, произведён в мичманы.
Принимал участие в русско-турецкой войне 1768—1774 годов. В 1769 году на 22-пушечном пинке «Венера» в составе Первой средиземноморской эскадры адмирала Г. А. Спиридова, перешёл из Кронштадта в Средиземное море. В 1770 году прибыл в Архипелаг и участвовал в Морейской экспедиции, после чего от Наварина плавал к Минорке. В 1771 году на 22-пушечном пинке «Соломбала» находился на миноркском рейде. В 1772 году на том же пинке перешёл от Минорки в Архипелаг, переведён на 22-пушечный фрегат «Накция», на котором был в крейсерстве у берегов Александрии и до острова Корфу. 31 декабря 1772 года произведён в лейтенанты. В 1773—1774 годах крейсировал в Архипелаге, сначала на 22-пушечном пинке «Венера», а затем на 16-пушечном фрегате «Победа». В 1774 году на 22-пушечном пинке «Сатурн» плавал из Архипелага в Ливорно и обратно. В следующем году на 16-пушечном фрегате «Слава», плавал от Пароса к Ливорно, откуда на 26-пушечном фрегате «Святой Николай» перешёл в Минорку, а затем на 80-пушечном корабле «Чесма» вернулся в Россию.
В 1776—1779 годах ежегодно плавал в Финском заливе. 2 января 1779 года произведён в капитан-лейтенанты. В 1780 году на 74-пушечном корабле «Святой Пантелеймон», в составе эскадры «военного нейтралитета», под командованием контр-адмирала А. И. Круза, плавал от Кронштадта до Английского канала. В 1781 году назначен командиром 32-пушечного фрегата «Надежда», на котором в составе отряда капитана 1-го ранга И. О. Селифонтова, перешёл из Архангельска в Кронштадт. В 1782 году на флагманском 66-пушечном корабле «Храбрый», в составе эскадры контр-адмирала А. И. Круза, плавал от Кронштадта до Английского канала.
В 1783 году командовал 32-пушечным фрегатом «Александр» в Балтийском море, который состоял в эскадре контр-адмирала Я. Ф. Сухотин. 1 января 1784 года произведён в капитаны 2 ранга. Командовал 66-пушечным кораблём «Вячеслав» при кронштадтском порте. В 1785 году назначен командиром новопостроенного 74-пушечного корабля «Святая Елена» на переходе из Санкт-Петербурга в Кронштадт. В 1786 году был командирован в Архангельск. В 1787 году командовал 74-пушечным кораблём «Кир Иоанн», на котором в составе отряда капитана бригадирского ранга М. Л. Мельникова, перешёл из Архангельска в Кронштадт. В 1788 году находился в Ораниенбауме, осуществлял надзор за постройкой морского госпиталя, в том же году назначен на переходе из Петербурга в Кронштадт командиром новопостроенного 100-пушечного корабля «Святой Равноапостольный Князь Владимир». 14 апреля 1789 года произведён в капитаны 1 ранга.
Участник Русско-шведской войны (1788—1790) годов. В 1790 году командуя новопостроенным 100-пушечным кораблем «Святой Николай Чудотворец», участвовал 23—24 мая 1790 года в Красногорском сражении и 22 июня 1790 года в Выборгском сражении.
В 1791 году командовал 66-пушечным линейным кораблём «Европа» на кронштадтском рейде. 26 ноября 1791 года «за совершение 18 кампаний в офицерских чинах» награждён орденом Святого Георгия 4 класса (№ 849).
9 февраля 1792 года произведён в капитаны бригадирского ранга, командовал при кронштадтском порте 66-пушечным бывшим шведским кораблём «Принц Карл», взятым в плен в 1790 году. В 1793—1794 годах командуя 100-пушечным линейным кораблём «Святой равноапостольный Князь Владимир», плавал в Балтийском море.
Умер Авраам Афанасьевич Пекин 13 августа 1796 года.